# Dobrzynica
Dobrzynica (também grafada em inglês Dobrjanici, Dobrianychi ou Dobryanichi - em ucraniano:  Добряничі; alemão: Dobzau, polonês: Dobrzanica) é um vilarejo ucraniano na cidade de Peremyshliany do óblast de Leópolis.
A aldeia fazia parte do Império Austro-Húngaro, na então província da Galícia, época em que ali nasceu o psicanalista Wilhelm Reich (1897–1957).